# تقويم ميلادي
التقويم الميلادي ويُعرف أيضًا باسم التقويم الغريغوري أو الغربي أو المسيحي أو النصراني هو التقويم المستعمل مدنيًّا في أكثر دول العالم، ويسمى هذا التقويم في أغلب الدول العربية بالتقويم الميلادي لأن عدَّ السنين فيه يبدأ من سنة ميلاد المسيح كما كان يُعتقد واضع عد السنين وهو الراهب الأرمني دنيسيوس الصغير. ويسمى بالتقويم الغريغوري نسبة إلى البابا غريغوريوس الثالث عشر بابا روما في القرن السادس عشر الذي عَدَّلَ نظام الكبس في التقويم اليولياني ليصبح على النظام المتعارف عليه حاليًا. السنة الميلادية سنة شمسية بمعنى أنها تمثل دورة كاملة للشمس في منازلها، وهي مدة (365.2425) يومًا ولذلك فالسنة الميلادية 365 يومًا في السنة البسيطة و366 في السنة الكبيسة، وهي تتألف من 12 شهرًا. كان التقويم اليولياني أقل دقة حيث اعتبر أن السنة الشمسية 365.25 يومًا.
اعتمد الإصلاح الغريغوري في البداية من قبل الدول الكاثوليكية في أوروبا وفي الدول التابعة لها في الخارج. على مدار القرون الثلاثة التالية، انتقلت الدول البروتستانتية والأرثوذكسية الشرقية أيضًا إلى ما أطلقت عليه «التقويم المحسن»، حيث أصبحت اليونان آخر بلد أوروبي يعتمد التقويم الغريغوري في عام 1923. وبسبب العولمة في القرن العشرين، اُعْتُمِد التقويم من قبل معظم الدول غير الغربية لأغراض المدنية. يحمل عصر التقويم الاسم العلماني البديل «الحقبة العامة».

## التسمية
يعرف التقويم الميلادي أيضًا بـ التقويم الغريغوري أو الغربي أو المسيحي أو النصراني وفي مصر يقال الإفرنجي تمييزًا عن التقويم القبطي.

## تاريخ تطوير التقويم الميلادي

### التقويم الروماني القديم
كانت الدولة الرومانية تستخدم تقويمًا يتألف من عشرة أشهر، ومنه جاءت تسمية أكثر الأشهر، ثم استخدموا تقويمًا شمسي قمري حيث يمتد طول السنة فيه 354 يومًا وعدد الأشهر 12 شهرًا وعدد الأيام في الأشهر بين 29 و30، وهذا يوافق السنة القمرية، ثم في السنة التالية لها يضاف شهر طوله 22 أو 23 يومًا على التعاقب فيكون طول السنة الكبيسة 376 أو 377 يومًا !!! وتكون متوسط حصيلة دورة أربع (354+376+354+377) تساوي 365.25 وهو ما يعادل طول السنة الشمسية، ويعزى هذا التقويم للإمبراطور نوما الروماني، ولكن هذا التقويم طاله التلاعب من قبل الكهنة والقياصرة، فجعلوا بعض الشهور التي سميت على أسماء قياصرتهم 31 يوما على حساب الشهور الأخرى، وكان عد السنين يبتدأ من سنة تأسيس مدينة روما عاصمة الإمبراطورية. وهي سنة 753 ق م

### التقويم اليولياني
لما احتلت الإمبراطورية الرومانية مصر استفاد الرومان من علوم المصريين الفراعنة الفلكية، فعَدَّلَ يوليوس قيصر التقويم الروماني القديم بالاستعانة بأحد الفلكيين الإسكندريين يدعى سوسيجنيو، وقد تمثل تعديله في جعل السنة العادية 365 يوما والكبيسة 366 يوما وتكون سنة كبيسة كل أربع سنوات، وجعل عدد أيام الأشهر الفردية 31 يومًا والزوجية 30 يومًا عدا شهر فبراير فيكون في السنة العادية 28 يوم وفي الكبيسة 29 يوم، دخل التقويم اليولياني حيز التنفيذ في سنة 45 ق م الموافقة لسنة 709 لإنشاء روما.
ولكن هذا التقويم لم ينجُ من العبث حيث سمي الشهر السابع باسم يوليوس قيصر فصار اسمه يوليو ثم في سنة 33 ق.م سمي الشهر الثامن باسم القيصر أغسطس (أكتافيوس) ولئلا يكون شهر يوليس (يوليو) أكبر من شهر أغسطس زادوا في الشهر الثامن يوماً على حساب شهر فبراير، ثم عدلوا عدد أيام الشهور بعد أغسطس لئلا تتوالى ثلاثة أشهر بنفس الطول (يوليو-أغسطس-سبتمبر) فعكسوا القاعدة، فصار سبتمبر 30 يومًا وأكتوبر 31 يومًا ونوفمبر 30 يومًا وديسمبر 31 يومًا.

### التقويم الميلادي
كان عد السنين في التقويم اليولياني مبنيًا على التقويم الروماني القديم الذي يعتبر سنة إنشاء مدينة روما عاصمة الإمبراطورية الرومانية بداية للتاريخ وهو سنة 753 ق.م ثم وفي منتصف القرن السادس دعا الراهب الأرمني ديونيسيوس اكسيجونوس إلى وجوب أن يكون ميلاد يسوع هو بداية التقويم ونجح هذا الراهب في دعوته فأصبح عد السنين منذ سنة 532 م يعتمد على سنة ميلاد يسوع، وهي سنة 753 منذ تأسيس روما على حساب ديونيسيوس.

### التعديل الغريغوري
اعتمد التقويم اليولياني على أساس أن في السنة 365.25 يوماً، ولذلك يكون إصلاح الخطأ في التقويم بإضافة يوم واحد كل أربع سنوات، وبذلك تكون هناك ثلاث سنوات بسيطة تحوي 365 يوماً (وتكون أيام شهر فبراير فيها 28 يوماً)، وسنة رابعة كبيسة تحوي 366 (وتكون أيام شهر فبراير فيها 29 يوماً).
لكن السنة تتألف في من 365 يوماً، و5 ساعات، و49 دقيقة (أي أنها تقل فعلاً 11 دقيقة عن السنة في التقويم اليولياني)، ويعني هذا أن يتقدم التقويم اليولياني عن الواقع يوماً واحداً كل 131 سنة تقريباً، ويتقدم 3 أيام كل 393 سنة (مع التقريب تصبح 400 سنة)، ولذلك قرر بابا الفاتيكان غريغوريوس الثالث عشر أن يتبنى نصيحة الفلكي أليسيوس ليليوس، وبعد وفاة الأخير خلفه الفلكي كريستوفر كلافيوس في رأيه، خصوصاً وأنه خائف من تغير موسم عيد الفصح الذي يجب أن يكون في الربيع، وقد أصدر مرسومه البابوي في بإصلاح التقويم اليولياني على النحو التالي:
1. تُحذف 10 أيام من التقويم، ويتقدم التقويم من يوم 4 أكتوبر 1582 مباشرة إلى يوم 15 أكتوبر 1582.
2. تضاف يوم كل 4 سنوات لكل سنة يقبل رقمي الآحاد والعشرات فيها القسمة على 4، تماماً كما هو الحال في التقويم اليولياني.
3. يُستثنى من ذلك السنوات المئوية التي لا تقبل القسمة على 400، مثل 1700؛ 1800؛ 1900؛ 2100..إلخ حيث تكون كلها سنوات بسيطة، في حين تكون السنوات المئوية القابلة للقسمة على 400 هي فقط السنوات الكبيسة، مثل 1600؛ 2000؛ 2400؛ إلخ.

ولولا مكانة البابا الدينية ما كان هذا الأمر ليقبل عند مجموع الناس، ولذلك قاومت الدول غير الكاثوليكية هذا التقويم، حتى استقر الأمر عليه في القرن العشرين فقبلته كل الدول مدنيًا، ولكن القيادات الدينية لم تقبل هذا التعديل في الكنائس الأرثوذكسية الشرقية، والكنائس الأرثوذكسية الرومية، واستمروا على استعمال التقويم اليولياني، الذي أصبح الفرق بينه وبين التقويم الغريغوري حاليًا 13 يومًا. لذلك فحسب التقويم الغريغوري المستعمل يعيد المسيحيون الشرقيون في 7 يناير مع أن الجميع يعيد في 25 ديسمبر ولكن كل حسب تقويمه.

## أسماء الشهور في العربية

### في وادي النيل ومعظم أقطار الجزيرة العربية
جدول شهور السنة الشمسية
| رقم الشهر | شهور سريانية | شهور مصرية | الشهور المعربة المشرقية | الشهور المعربة من الفرنسية |
| --------- | ------------ | ---------- | ----------------------- | -------------------------- |
| 01        | كانون الثاني | طوبة       | يناير                   | جانفي                      |
| 02        | شباط         | أمشير      | فبراير                  | فيفري                      |
| 03        | آذار         | برمهات     | مارس                    | مارس                       |
| 04        | نيسان        | برمودة     | أبريل                   | أفريل                      |
| 05        | أيار         | بشنس       | مايو                    | ماي                        |
| 06        | حزيران       | بؤونة      | يونيو                   | جوان                       |
| 07        | تموز         | أبيب       | يوليو                   | جويلية                     |
| 08        | آب           | مسرى       | أغسطس                   | أوت                        |
| 09        | أيلول        | نسيئ وتوت  | سبتمبر                  | سبتمبر                     |
| 10        | تشرين الأول  | بابة       | أكتوبر                  | أكتوبر                     |
| 11        | تشرين الثاني | هاتور      | نوفمبر                  | نوفمبر                     |
| 12        | كانون الأول  | كيهك       | ديسمبر                  | ديسمبر                     |

في مصر والسودان واليمن وليبيا ودول الخليج العربي، باستثناء السعودية التي تستخدم التقويم الهجري رسميا، تستخدم أسماء مستمدة من التسمية الإنجليزية:
| - يناير - فبراير - مارس | - أبريل - مايو - يونيو / يونيه | - يوليو / يوليه - أغسطس - سبتمبر | - أكتوبر - نوفمبر - ديسمبر |

### فيالمشرق العربيأوالهلال الخصيب
تعرف في العراق وسوريا ولبنان والأردن وفلسطين بالأسماء التالية المعربة من الأسماء (السريانية) الآرامية:
| - كانون الثاني - شباط - آذار | - نيسان - أيار - حزيران | - تموز - آب - أيلول | - تشرين الأول - تشرين الثاني - كانون الأول |

و قد أخذ الآراميون هذه الأسماء من البابليين.

### فيليبيازمن حكمالقذافي
السنة الأولى في التقويم الغريغوري في ليبيا هي سنة وفاة النبي محمد، وتعرف في ليبيا بأسماء عربية وضعها معمر القذافي ترمز إلى فصول السنة وبعض الشخصيات التاريخية وهي:
| - أي النار (1) - النوار (2) - الربيع (3) | - الطير (4) - الماء (5) - الصيف (6) | - ناصر (7) - هانيبال (8) - الفاتح (9) | - التمور (10) - الحرث (11) - الكانون (12) |

ولكنه تم تغيريها إلى تسمية المشرق[بحاجة لمصدر] بعد الإطاحة بنظام الجماهيرية سنة 2011.

### فيالمغرب
| - يناير - فبراير - مارس | - أبريل - ماي - يونيو | - يوليوز - غشت - شتنبر | - أكتوبر - نونبر - دجنبر |

### فيتونسوالجزائر
وهي باللغة الفرنسية
| - جانفي - فيفري - مارس | - أفريل - ماي - جوان | - جويلية - أوت - سبتمبر | - أكتوبر - نوفمبر - ديسمبر |

### فيموريتانيا
| - يناير - فبراير - مارس | - إبريل - مايو - يونيو | - يوليو - أغشت - شتمبر | - أكتوبر - نوفمبر - ديسمبر |

## أصل الأسماء
إن أسماء الأشهر الميلادية كلها ذات منشأ روماني:
1. يناير: نسبة إلى "janus" إله البوابات والبدايات الزمنية عند الرومان واليونان.
2. فبراير: نسبة إلى كلمة "febra" وتعني التطهير باللاتينية وكان الرومان في هذا الشهر يحتفلون بأعياد التطهير فيقوم الناس بالاغتسال والتنظف وسط طقوس وثنية وهو آخر شهور السنة عند الرومان.
3. مارس: إله الحرب عند الرومان وبه كانت تبدأ السنة الشمسية عند الرومان.
4. أبريل: من كلمة "avril" وتعني الربيع حيث أن شهر أبريل هو بداية الربيع.
5. مايو: اسم لإلهة «مؤنث إله» عند الرومان "maya" ووالدة الإله عطارد حيث يكون الكوكب المسمى باسمه واضحًا في هذا الشهر في السماء.
6. يونيو: نسبة إلى كلمة "jonious" وتعني الشباب باللاتينية حيث يحتفل فيه بأعياد الشباب.
7. يوليو: نسبة إلى الإمبراطور الروماني يوليوس قيصر "julius caesar".
8. أغسطس: نسبة إلى الإمبراطور الروماني اوغسطس "augustus" وهو ابن يوليوس قيصر بالتبني.
9. سبتمبر: من "septa" وتعني الرقم سبعة وهو ترتيبه عند الرومان.
10. أكتوبر: من "octa" وتعني الرقم ثمانية وهو ترتيبه عند الرومان.
11. نوفمبر: من "nova" وتعني الرقم تسعة وهو ترتيبه عند الرومان.
12. ديسمبر: من "deca" وتعني الرقم عشرة وهو ترتيبه عند الرومان.

## عدد أيام الأشهر الميلادية
| رقم الشهر | اسم الشهر (سرياني / ميلادي) | عدد الأيام |
| --------- | --------------------------- | ---------- |
| 1         | كانون الثاني / يناير        | 31         |
| 2         | شباط / فبراير               | 28 أو 29   |
| 3         | آذار / مارس                 | 31         |
| 4         | نيسان / أبريل               | 30         |
| 5         | أيار / مايو                 | 31         |
| 6         | حزيران / يونيو              | 30         |
| 7         | تموز / يوليو                | 31         |
| 8         | آب / أغسطس                  | 31         |
| 9         | أيلول / سبتمبر              | 30         |
| 10        | تشرين الأول / أكتوبر        | 31         |
| 11        | تشرين الثاني / نوفمبر       | 30         |
| 12        | كانون الأول / ديسمبر        | 31         |

## وصلات خارجية
- موقع التقويم الميلادي - عرض التاريخ الميلادي مقابل الهجري